# Földingné Nagy Judit
Földingné Nagy Judit (Győr, 1965. december 9. –) magyar hosszútávfutó atléta. 14-szeres magyar bajnok, Európa-bajnoki bronzérmes és világbajnoki 6. helyezett 100 km-en (2012 - Seregno). Maratoni távon EB 5. (1990 - Split), VB 15. (1993 - Stuttgart) és olimpiai 17. helyezett (2000 - Sydney), magyar csúcstartó 1 órás futásban. A magyar maratoni csúcsot 1996-tól 27 éven át tartotta. Edzője és férje Földing Ottó.

## Olimpiai részvételek
| Olimpia        | Időeredmény | Helyezés |
| -------------- | ----------- | -------- |
| 1996 - Atlanta | 2:38:43     | 36.      |
| 2000 - Sydney  | 2:30:54     | 17.      |

## Egyéni rekordok
| Versenyszám | Eredmény | Időpont                             |
| ----------- | -------- | ----------------------------------- |
| 400 m       | 59,8     | (1984)                              |
| 800 m       | 2:15,4   | (1983)                              |
| 1500 m      | 4:27,68  | (1989)                              |
| 3000 m      | 9:10,18  | (1990)                              |
| 5000 m      | 16:20,46 | (1988)                              |
| 10000 m     | 33:11,47 | (1990)                              |
| Félmaraton  | 1:11:20  | (1996)                              |
| Maraton     | 2:28:50  | (1996)                              |
| 100 km      | 7:43:55  | (2012)                              |
| 1 óra       | 17052 m  | (1989) - Jelenleg is országos csúcs |